# Johanna Westerdijk
Johanna Westerdijk [joːˈɦɑnaː ˈʋɛstərˌdɛik] (Nieuwer-Amstel, 1883. január 4. – Baarn, 1961. november 15.) holland növénypatológus, az első női egyetemi tanár Hollandiában.

## Pályafutása
Westerdijk Bernard Westerdijk (1853-1927) orvos és Aleida Catharina Scheffer (1857-1931) gazdag értelmiségi és művész családjából származott; a házaspár három gyermeke közül ő volt a legidősebb. Elemi iskolai évei alatt mindig is elutasította, hogy hímzőtanfolyamra járjon, vagy babázzon, mint a korabeli lányok többsége. Ehelyett szívesen olvasott meséket az iskolában tanuló többi lánynak.
A középiskolát 17 évesen fejezte be egy amszterdami leányiskolában. Tehetséges zongorista volt, és hivatásának is ezt akarta választani, de az egyik karjában tartósan fennálló ideggyulladás ezt lehetetlenné tette. A botanika iránti érdeklődése miatt az Amszterdami Egyetemre járt, hogy Hugo de Vries neves botanikus előadásait hallgassa és a laboratóriumában dolgozzon.
Miután 1904-ben befejezte biológiai tanulmányait, úgy döntött, hogy Münchenben tölt időt és mohákkal kapcsolatos kutatásokat végez, majd egy évvel később Zürichbe költözött, ahol a mohák regenerációját tanulmányozta, és 1906-ban PhD fokozatot szerzett Hans Schinz professzor felügyelete alatt.
1906-ban, 23 évesen felajánlották neki a hollandiai Willie Commelin Scholten fitopatológiai laboratórium igazgatói állását. A felügyelete alatt működő laboratórium a növénykórtan nemzetközileg elismert intézményévé vált, Amszterdamból a baarni Villa Javába költözött, és a mai napig a Holland Királyi Művészeti és Tudományos Akadémia intézeteként önálló státusszal rendelkezik.
A növénykórtani laboratórium igazgatójaként a Botanikusok Nemzetközi Szövetségének mintegy gyűjteményét őrizte, amely 1908-ban még mintegy 80 gombakultúrából állt. A felügyelete alatt ez a gyűjtemény több mint 10 000 kultúrára bővült, 6000 különböző gombafajból, élesztőgombából és sugárgombából állt. A Centraalbureau voor Schimmelcultures (Gombakultúrák Központi Irodája) elnevezésű gyűjtemény célja az volt és azóta is az, hogy a gombák sokféleségét tenyészetekben tartsa, és a világ minden táján a kutatók között szétossza.
1917-ben Westerdijk lett az első női professzor Hollandiában, először az Utrechti Egyetemen, majd 1930-tól az Amszterdami Egyetemen. 35 év alatt összesen 55 PhD-hallgató szerezte meg a diplomáját az ő irányítása alatt. Doktori hallgatóinak csaknem fele nő volt.
Botanikai cikkekben nevének szabványos rövidítése „Westerd.”

## Fordítás
- Ez a szócikk részben vagy egészben  a   Johanna Westerdijk című angol Wikipédia-szócikk fordításán alapul.  Az eredeti cikk szerkesztőit annak laptörténete sorolja fel. Ez a jelzés csupán a megfogalmazás eredetét és a szerzői jogokat jelzi, nem szolgál a cikkben szereplő információk forrásmegjelöléseként.